# Kepler-32
Kepler-32 is een ster in het sterrenbeeld Zwaan (Cygnus). De ster is een rode dwerg en heeft vijf bevestigde exoplaneten. De ster is een stuk kleiner dan de Zon en ligt op een afstand van 1066 lichtjaar. 

## Planetenstelsel
Het planetenstelsel van de ster werd ontdekt door de Kepler-ruimtetelescoop van NASA en bevestigd in 2012. Toen werden de eerste twee exoplaneten bevestigd door middel van transitiefotometrie. In april 2013 werden Kepler-32d, e en f als planeet bevestigd. 
| Planeet | Massa   | Halve lange as (AE) | Omlooptijd (dagen) | Excentriciteit | Straal  |
| ------- | ------- | ------------------- | ------------------ | -------------- | ------- |
| b       | <4,1 MJ | 0,05                | 5,90               | —              | 2,2 R⊕  |
| c       | <0,5 MJ | 0,09                | 8,75               | —              | 2,0 R⊕  |
| d       | —       | 0,3453              | 22,78              | —              | 2,7 R⊕  |
| e       | —       | 0,0630              | 2,90               | —              | 1,5 R⊕  |
| f       | —       | 0,1370              | 0,74               | —              | 0,81 R⊕ |